# Paula Kasares
Paula Kasares Corrales (Pamplona, 15 de abril de 1969) es una filóloga española. Fue diputada en el Parlamento de Navarra.

## Trayectoria
Tras estudiar Filología Vasca y Antropología Social y Cultural, comenzó a estudiar Sociolingüística. Fue Técnico en euskera del Baztan, es profesora asociada de la Universidad Pública de Navarra. En las elecciones de 2007 quedó décima en la lista de Nafarroa Bai, como independiente.
Fue la primera directora del Observatorio de Derechos Lingüísticos de 2001 a 2003. En 2006 se convirtió en miembro de Euskaltzaindia. En 2013, se doctoró en la Universidad Pública de Navarra, y también cursó varios grados y posgrados en Filología, Antropología y Planificación Lingüística Vasca.
En 2017 y 2019, formó parte de la comisión académica del congreso Ikergazte en el ámbito de las ciencias humanas y el arte. En 2020 fue nombrada junto con Paskual Rekalde por Euskaltzaindia como vocal de número.
En 2021 participó en los XXIII Encuentros de Normalización Lingüística organizados por la Consejería de Cultura de Galicia sobre la transmisión intergeneracional de la lengua gallega, poniendo en cuestión el concepto de transmisión lingüística.

### Trayectoria deportiva
Kasares fue una de las futbolistas pioneras de Navarra, junto a María Ángeles Azcona, María Arellano, Maider Arellano, Tita Pérez de Heredia, Gloria Etxarri, Begoña Razquin Tegui y Txusmi Marticorena.
En la década de los noventa, cuando pertenecía al Lagunak, fue convocada por la selección española para diferentes encuentros internacionales.
En 2023, Kasares fue una de las 81 futbolistas firmantes del comunicado emitido por Jennifer Hermoso con motivo del Caso Rubiales.

## Reconocimientos
En 2011, Kasares fue la ganadora del Premio Hausnartu promovido por el Clúster de Sociolingüística de la Universidad Pública de Navarra. En 2016, Kasares, junto al resto de futbolistas navarras pioneras, fue homenajeada por la Federación Navarra en un acto en el que también tuvo protagonismo el equipo de fútbol sala femenino de Navarra.